# Shu Qi
Shu Qi (chinês: 舒淇; Pinyin: Shū Qí; Wade-Giles: Shu Ch'i; nascida Lin Li-Hui em 16 de abril de 1976) é uma atriz taiwanesa.
Shu Qi alcançou notoriedade internacional ao migrar do cinema erótico para o cinema de arte e comercial consolidando-se em produções como Viva Erotica (1996), Millennium Mambo (2001), A Assassina (2015), O Grande Desafio (1999) e The Transporter (2002). Premiada com Prêmio Cinematográfico de Hong Kong, Prêmio Cavalo de Ouro e Asian Film Awards, foi integrante do júri nos festivais de Cannes e Berlim.

## Biografia

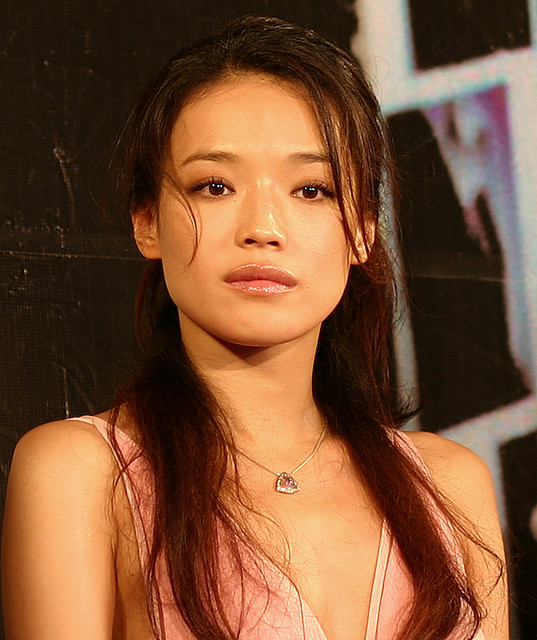
Shu Qi no início da carreira (c. 2000)

Shu Qi frequentou a escola primária Dàfēng, em Xindian, onde foi colega de Tien Hsin, que também se tornaria atriz.

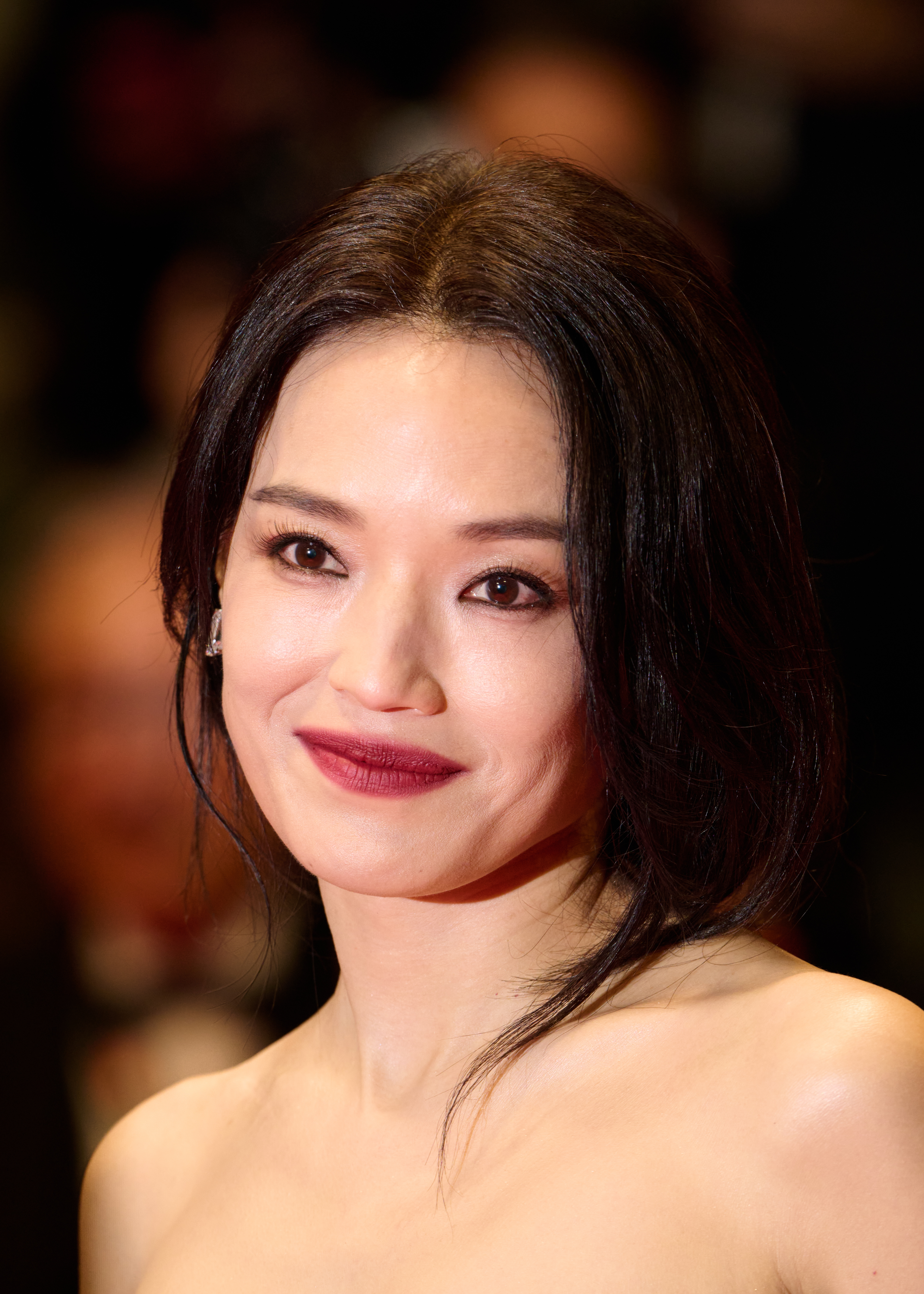
Cannes, 2025

Nascida em família humilde em Xindian, então no condado de Taipei, Shu Qi mudou-se para Hong Kong aos 17 anos, onde iniciou sua trajetória como modelo de revistas eróticas e filmes de softcore. Foi descoberta e empresariada pelo produtor Manfred Wong, que a lançou em produções de Categoria III do Sistema de classificação etária para cinema em Hong Kong, como Sex & Zen II.
Ganhou notoriedade ao atuar em Viva Erotica (1996), dirigido por Tung-Shing Yee, filme sobre a indústria cinematográfica erótica em Hong Kong, ao lado de Leslie Cheung e Karen Mok. O papel lhe rendeu o Hong Kong Film Award de Melhor Atriz Coadjuvante. A seguir, participou de títulos como Portland Street Blues (1998), O Grande Desafio (1999, com Jackie Chan), The Island Tales (1999, de Stanley Kwan) e Millennium Mambo (2001), dirigido por Hou Hsiao-hsien.
Em 1999, foi cogitada para o papel de Jen em O Tigre e o Dragão, de Ang Lee, mas foi substituída por Zhang Ziyi após divergências com seu empresário.
No início dos anos 2000, passou a atuar em produções internacionais como The Transporter (2002), So Close (2002) e The Eye 2 (2004). Ganhou o Prêmio Cavalo de Ouro de Melhor Atriz em 2005 pelo filme Three Times.
Foi membro do júri da Berlinale em 2008 e do Festival de Cannes em 2009.

## Premiações
Shu Qi foi amplamente reconhecida por sua trajetória no cinema asiático, recebendo prêmios principais em Hong Kong, Taiwan e festivais internacionais. Segue panorama dos principais prêmios e indicações:

### Prêmios principais
- Hong Kong Film Award – Melhor Atriz Coadjuvante  
  - 1997 – Viva Erotica[4]
  - 1998 – Portland Street Blues[4]
  - 1999 – Young and Dangerous: The Prequel[4]
- Prêmio Cavalo de Ouro – Melhor Atriz  
  - 2005 – Three Times[7]
- Prêmio Cavalo de Ouro – Melhor Atriz Coadjuvante  
  - 1998 – Young and Dangerous: The Prequel[7]
- Asian Film Awards – Melhor Atriz  
  - 2016 – A Assassina[10]
- Shanghai Film Critics Award – Melhor Atriz  
  - 2004 – The Foliage (美人草)[11]
- China Huabiao Film Award – Melhor Atriz de Origem Chinesa  
  - 2009 – If You Are the One[12]
- Texas Fantasy Film Festival – Melhor Atriz de Comédia  
  - 2013 – Journey to the West: Conquering the Demons[13]

### Outras distinções
- Hong Kong Film Critics’ Award – Melhor Atriz Coadjuvante  
  - 1997 – Viva Erotica[4]
  - 1999 – Young and Dangerous: The Prequel[14]
- Asian Film Critics Association Award – Melhor Atriz  
  - 2006 – The Longest Night in Shanghai[15]

## Filmografia
| Ano  | Título (PT)          | Título em Chinês (Pinyin)                                               | Papel / Notas         |
| ---- | -------------------- | ----------------------------------------------------------------------- | --------------------- |
| 2017 | –                    | 俠盜聯盟 (Xiádào liánméng)                                              | Red Ye                |
| 2015 | A Assassina          | 刺客聶隱娘 (Cìkè Niè Yǐnniáng)                                          | Nie Yinniang          |
| 2012 | –                    | 情谜 (Qíngmí)                                                           | Xu Zhen / Bao         |
| 2012 | –                    | 愛 (Ài)                                                                 | Xiao Ye               |
| 2011 | –                    | 十加十 (Shí jiā shí)                                                    | Episódio "The Ritual" |
| 2011 | –                    | 不再讓你孤單 (Bù zài ràng nǐ gū dān)                                    | Li Peiru              |
| 2010 | –                    | 非誠勿擾2 (Fēichéng Wùrǎo 2)                                            | Liang Xiaoxiao        |
| 2010 | –                    | 精武風雲·陳真 (Jīngwǔ Fēngyún·Chén Zhēn)                                | Kiki                  |
| 2010 | –                    | 全城戒備 (Quánchéng Jièbèi)                                             | Angel Chan            |
| 2009 | Nova York, Eu Te Amo | 纽约我爱你 (Niǔyuē Wǒ Ài Nǐ)                                            | Garota chinesa        |
| 2008 | –                    | 非誠勿擾 (Fēichéng Wùrǎo)                                               | Liang Xiaoxiao        |
| 2008 | –                    | 游龍戲鳳 (Yóulóng Xìfèng)                                               | Milan                 |
| 2007 | –                    | 天堂口 (Tiāntáng Kǒu)                                                   | Lulu                  |
| 2007 | –                    | 死亡森林 (Sǐwáng Sēnlín)                                                | May                   |
| 2006 | –                    | 조폭 마누라 3                                                           | Lim Aryong            |
| 2006 | –                    | 傷城 (Shāng Chéng)                                                      | Susan                 |
| 2005 | –                    | 怪物 (Guàiwù)                                                           | May                   |
| 2005 | Millennium Mambo     | 千禧曼波 (Qiānxǐ Mànbō)                                                 | Vicky                 |
| 2005 | –                    | 韓城攻略 (Hánchéng Gōnglüè)                                             | JJ                    |
| 2004 | –                    | 美人草 (Měirén Cǎo)                                                     | Liu Simeng            |
| 2004 | –                    | 見鬼2 (Jiànguǐ 2)                                                       | Joey Cheng            |
| 2003 | –                    | 尋找周杰 (Xúnzhǎo Zhōujié)                                              | Grace                 |
| 2002 | –                    | 陰陽路十六之監房有鬼 (Yīnyáng Lù shíliù zhī Jiānfáng Yǒu Guǐ)           | Amy                   |
| 2002 | The Transporter      | 玩命快递 (Wánmìng Kuàidì)                                               | Lai Kwai              |
| 2002 | –                    | 一碌蔗 (Yīlùzhè)                                                        | Fan (cameo)           |
| 2002 | –                    | 夕陽天使 (Xìyáng Tiānshǐ)                                               | Lynn                  |
| 2002 | –                    | 火星阿三 (Huǒxīng Āsān)                                                 | Kelly                 |
| 2002 | –                    | 衛斯理藍血人 (Wèisīlǐ Lánxuèrén)                                        | Fong Tin Ai           |
| 2001 | –                    | 北京樂與路 (Běijīng Lè yǔ Lù)                                           | Yang Yin              |
| 2001 | –                    | 有情飲水飽 (Yǒuqíng Yǐnshuǐ Bǎo)                                        | Ah Bee                |
| 2001 | –                    | 幽靈人間 (Yōulíng Rénjiān)                                              | June                  |
| 2001 | –                    | 決戰天使 (Juézhàn Tiānshǐ)                                              | Jade                  |
| 2000 | –                    | 坏小子 (Huài Xiǎozǐ)                                                    | Queen                 |
| 2000 | –                    | 新難兄難弟之小拳王 (Xīn Nànxiōng Nàndì zhī Xiǎo Quánwáng)               | Anita                 |
| 2000 | –                    | 龍咁威 (Lóng Gàn Wēi)                                                   | Dragon                |
| 2000 | –                    | 神偷次世代 (Shéntōu Cì Shìdài)                                          | Spider                |
| 2000 | –                    | 飛躍情海 (Fēiyuè Qínghǎi)                                               | Annie                 |
| 2000 | –                    | 勝者為王 (Shèngzhě Wéi Wáng)                                            | Yan                   |
| 2000 | –                    | 鬼話 (Guǐhuà)                                                           | Amanda                |
| 2000 | –                    | 愈快樂愈墮落 (Yù Kuàilè Yù Duòluò)                                      | Carrie                |
| 1999 | –                    | 半支煙 (Bànzhī Yān)                                                     | Ah Yin                |
| 1999 | –                    | 星月童話 (Xīngyuè Tónghuà)                                              | Xiang                 |
| 1999 | –                    | 人間有情 (Rénjiān Yǒuqíng)                                              | Yoyo                  |
| 1999 | –                    | 铁姐 (Tiě Jiě)                                                          | Lin                   |
| 1999 | –                    | 中華英雄 (Zhōnghuá Yīngxióng)                                           | Shadow                |
| 1999 | O Grande Desafio     | 玻璃樽 (Bōlí Zūn)                                                       | Bu                    |
| 1998 | –                    | 極度重犯 (Jídù Zhòngfàn)                                                | Ling                  |
| 1998 | –                    | 新碟中諜 (Xīn Diézhōngdié)                                              | Sherry                |
| 1998 | –                    | 古惑仔情義篇之洪興十三妹 (Gǔhuòzǎi Qíngyì Piān zhī Hóngxīng Shísān Mèi) | Soho                  |
| 1998 | –                    | 古惑仔之少年激鬥篇 (Gǔhuòzǎi zhī Shàonián Jīdòu Piān)                   | Siu Siu               |
| 1998 | –                    | 玻璃之城 (Bōlí zhī Chéng)                                               | Annie                 |
| 1998 | Bishonen             | 美少年之戀 (Měishàonián zhī Liàn)                                       | Kana                  |
| 1998 | –                    | 愛情世代香港 (Àiqíng Shìdài Xiānggǎng)                                  | Winnie                |
| 1998 | –                    | 風雲雄霸天下 (Fēngyún Xióngbà Tiānxià)                                  | Yu                    |
| 1998 | –                    | 98古惑仔龍爭虎鬥 (98 Gǔhuòzǎi Lóngzhēng Hǔdòu)                          | Yan                   |
| 1998 | –                    | 行運一條龍 (Xíngyùn Yītiáo Lóng)                                        | Candy                 |
| 1997 | –                    | 愛情 (Àiqíng)                                                           | –                     |
| 1997 | –                    | 你爸爸 (Nǐ Bàba)                                                        | –                     |
| 1997 | –                    | 戀愛大贏家 (Liàn’ài Dà Yíngjiā)                                         | –                     |
| 1997 | –                    | 97家有喜事 (97 Jiāyǒu Xǐshì)                                            | –                     |
| 1997 | –                    | 愛情菌兵 (Àiqíng Jūnbīng)                                               | –                     |
| 1997 | –                    | 水果成熟時 (Shuǐguǒ Chéngshú Shí)                                       | Cameo                 |
| 1996 | –                    | 新同居關係 (Xīn Tóngjū Guānxì)                                          | –                     |
| 1996 | –                    | 大話王 (Dàhuà Wáng)                                                     | –                     |
| 1996 | –                    | 古惑女之決戰江湖 (Gǔhuònǚ zhī Juézhàn Jiānghú)                          | –                     |
| 1996 | –                    | 同居關係 (Tóngjū Guānxì)                                                | –                     |
| 1996 | –                    | 成長 (Chéngzhǎng)                                                       | –                     |
| 1996 | –                    | 色情男女 (Sèqíng Nánnǚ)                                                 | Mango                 |
| 1996 | –                    | 玉蒲團之玉女心經 (Yùpútúan zhī Yùnǚ Xīnjīng)                            | Sai Yuk               |